# 슈파이허슈타트

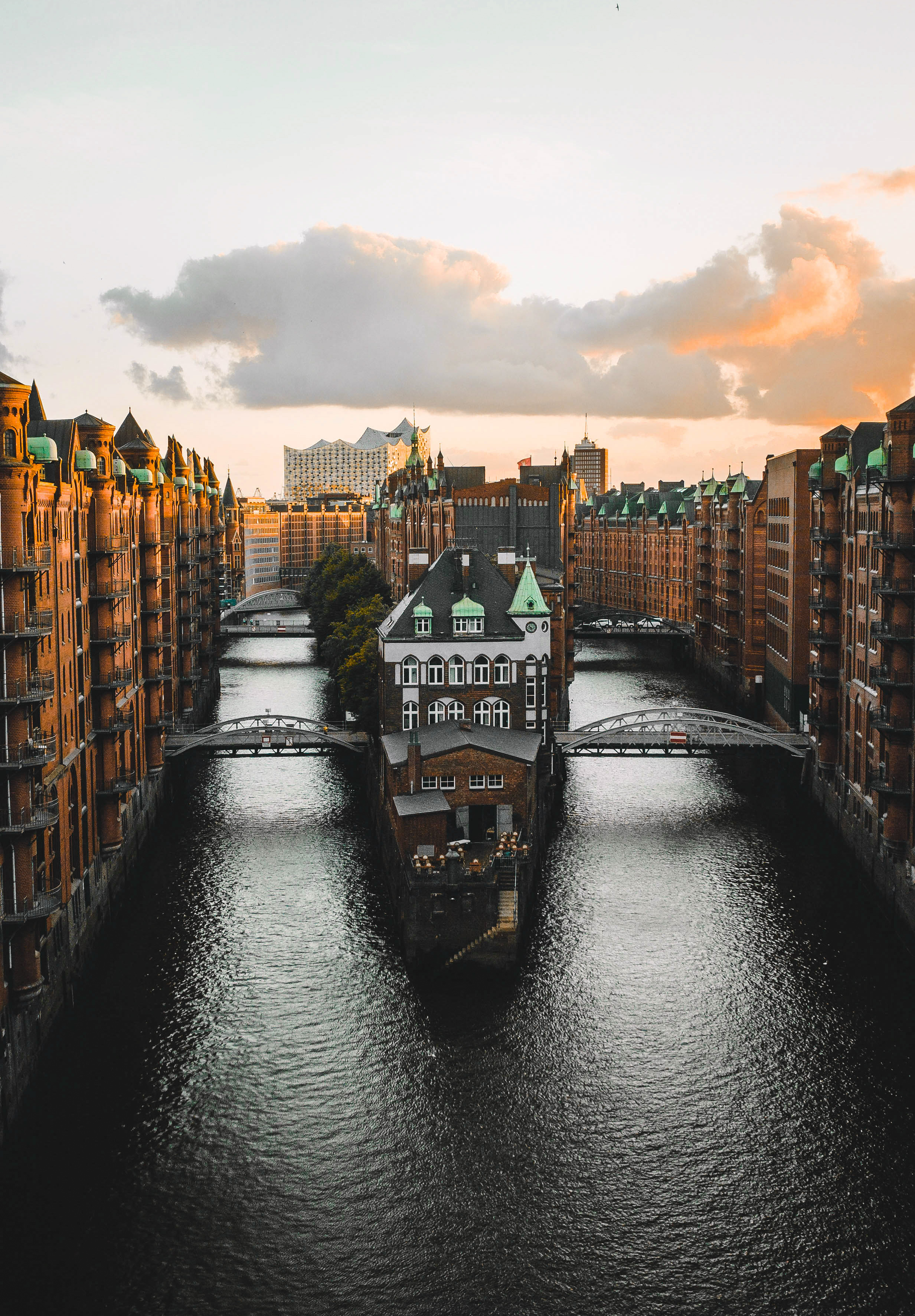
슈파이허슈타트

슈파이허슈타트(독일어: Speicherstadt)는 독일 함부르크 내에 있는 건물 군집이다. 항구의 창고 시설로 사용하기 위해 지어졌으며, 창고 시설로는 세계에서 가장 규모가 크다. 각각의 건물들은 1885년부터 1927년까지의 기간 동안 건설됐으며, 제2차 세계 대전 중의 폭격으로 건물들이 손상된 후 1949년부터 1967년까지 재건축됐다. 2015년 유네스코에 의해, 콘토어하우스 지구와 함께 세계유산에 등재됐다.